# Cerritos (Kalifornia)
Cerritos város az USA Kalifornia államában, Los Angeles megyében. Lakosainak száma 49 578 fő (2020. április 1.).

## Népesség
A település népességének változása:
| Lakosok száma | 166  | 49 041 | 49 578 |
|               | 1880 | 2010   | 2020   |